# Friederike Brion
Friederike Elisabeth Brion (Niederrœdern, waarschijnlijk 19 april 1752 – Meißenheim, 3 mei 1813) was de dochter van een dominee, die een korte, maar intense liefdesrelatie had met de jonge Johann Wolfgang Goethe.

## Biografie

### Jeugd
De exacte geboortedatum van Friederike is onzeker, omdat de parochieregisters tijdens de Franse revolutie vernietigd zijn. Friederike was de derde van de vijf overlevende kinderen van Jakob Brion. Die laatste werd op Sint-Maarten 1760 aangesteld als predikant in het dorp Sessenheim. Friederike groeide op in het dorp. 

### Relatie met Goethe
De jonge Johann Wolfgang Goethe uit Frankfurt bezocht de gastvrije pastorie, net als verschillende andere jongeren, terwijl hij rechten studeerde in Straatsburg. Hij bezocht Sessenheim voor het eerst in oktober 1770, en ontmoette Friederike daar voor het eerst in dezelfde maand, toen hij de regio te paard verkende met een vriend.

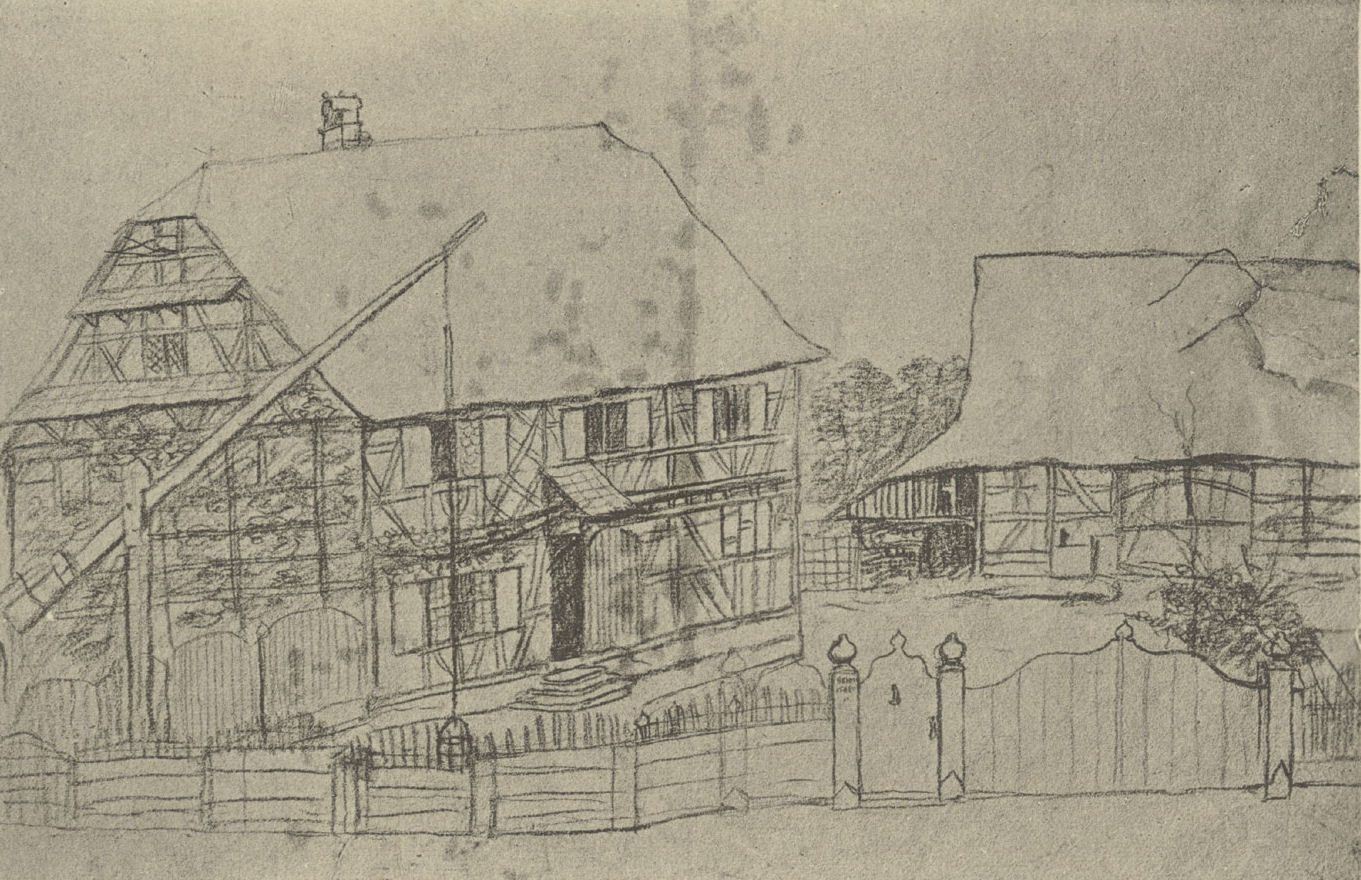
Pastorie van Sessenheim rond 1770. Roodkrijt door Goethe.

Goethe, die al in de winter begon, reed in de daaropvolgende maanden vele malen naar Sessenheim en verbleef meerdere weken bij de Friederike. Hij verkende de omgeving met Friederike, ondernam boottochten met haar in de Rijn en bezocht kennissen. Voor de daaropvolgende tijd werd Sessenheim het 'centrum der aarde' voor de dichter. Zijn ervaringen inspireerden hem om na een lange tijd opnieuw te beginnen dichten. In het voorjaar van 1771 schreef hij een paar gedichten en liederen, die hij soms met geschilderde linten naar Friederike stuurde. Deze Sesenheimer Lieder (waaronder Heidenröslein) werden cruciaal voor de Sturm und Drang en lagen aan de basis van Goethe's bekendheid als dichter.
Reeds in het begin van de zomer van 1771 dacht Goethe eraan om een einde aan de relatie te maken. Hij zag Friederike een laatste keer voor hij terugkeerde naar Frankfurt op 7 augustus van datzelfde jaar. Slechts toen hij in Frankfurt was, stuurde hij Friederike een brief, waarin hij een einde maakte aan de relatie. Friederike antwoordde hem met een hartverscheurende brief.
Goethe bezocht nog minstens een keer Sessenheim, in 1779 op weg naar Zwitserland. Sommige bronnen vermelden nog een bezoek in 1782, maar er wordt getwijfeld aan de juistheid van deze bronnen. 

### Na de relatie
In de zomer van 1772 maakte Jakob Michael Reinhold Lenz Friederike tevergeefs het hof. Friederike bleef de rest van haar leven ongehuwd. Ze woonde in het huis van haar ouders tot de dood van haar vader in 1787. Haar moeder was net het jaar ervoor overleden. Friederike en haar jongere zus Sofie verhuisden daarop naar hun broer, Christian in de pastorie van Rothau. Daar bleven ze tot Christian overgeplaatst werd. Ze verdienden hun brood met de verkoop van weef-, aardewerk-, aardewerk- en handwerkproducten. Ze hadden ook een internaat voor meisjes uit Sessenheim en omgeving. 
Friederike verhuisde in 1801 naar de pastorie van Diersburg om haar zieke oudere zus Salomea te verzorgen. In 1805 volgde ze het gezin naar Meißenheim. Salomea stierf in 1807. In 1813 vroeg Friederike aan haar zus Sofie om voor haar te voorzien. Na haar dood op 5 april hetzelfde jaar werd ze begraven op de begraafplaats van Meißenheim. De grafsteen, door Wilhelm Hornberger, werd pas in 1866 geplaatst. 

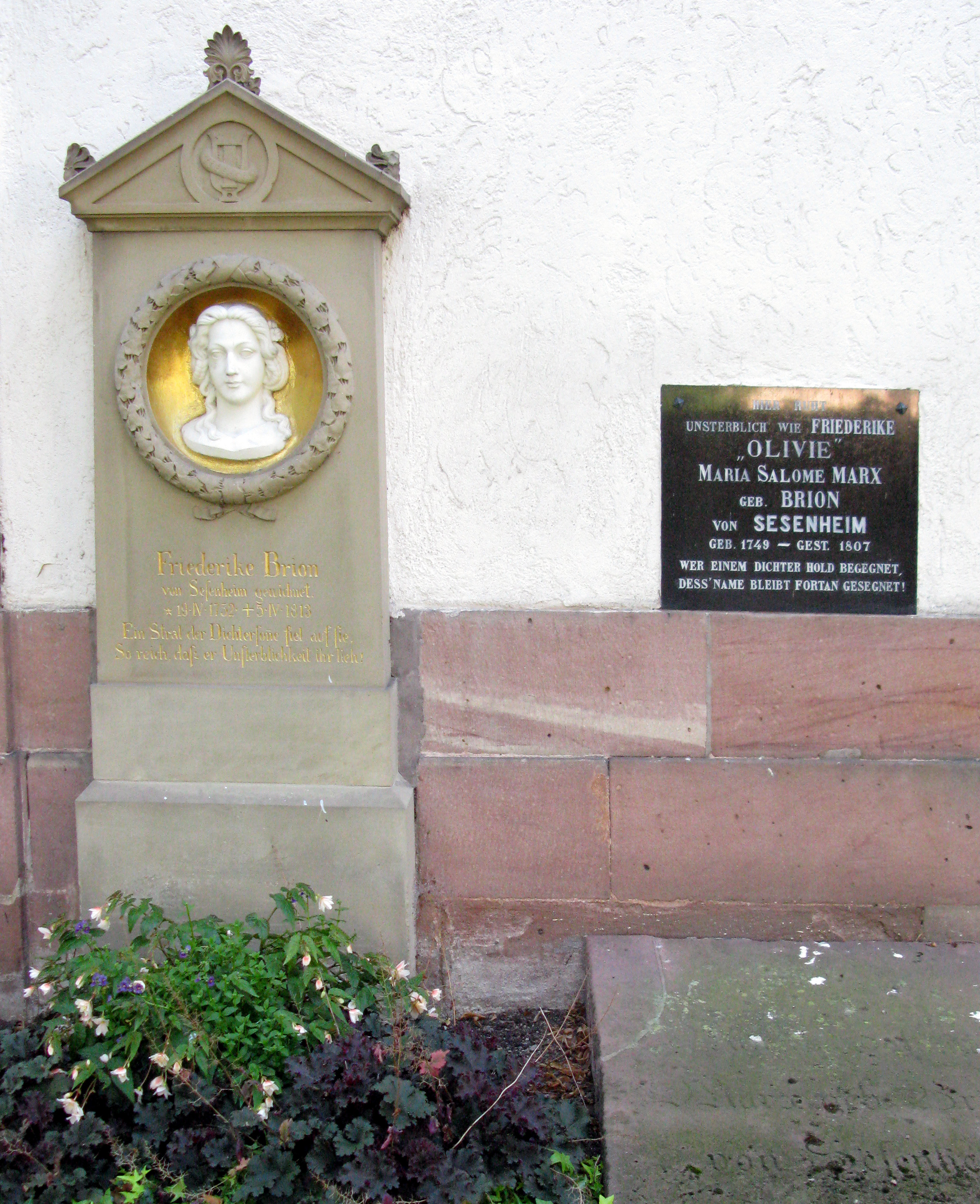
Graf van Friederike naast haar zus.

## Invloed op het werk van Goethe
Goethe's tijd in Sessenheim was eerder oppervlakkig een idylle, terwijl de toon van de relatie van de dichter met Friederike een tragische noot bevatte. De liefdesaffaire kwam tot stand terwijl er in Europe een algemeen gevoel heerste dat men naar een nieuw niveau van menselijk bestaan op weg was. Dit maakt een bijzonder losse relatie tussen jongeren mogelijk. Goethe werd dus min of meer als de verloofde van Friederike gerekend, zonder daar met haar, laat staan haar ouders, gesproken te hebben. De relatie doofde ook langzaam uit, zonder een echte overgang.
Het enthousiasme van velen voor Goethe, waaronder Johann Gottfried Herder, werd minder door de indruk dat zijn gedrag het hart van een teder meisje had gebroken.
Friederike, samen met Herder en de Elzasser natuur en het landschap, verbreedde Goethe's geest en ontvlamde de creatieve geest van de dichter. Willkommen und Abschied en Maifest verenigen diepe innerlijke gevoelens met de atmosfeer in de natuur, zoals dat niet gebeurde in de Duitse dichtkunst sinds Walther von der Vogelweide. Heidenröslein laat duidelijk zien hoe goed Goethe het karakter wist te volgen van de ballade en tegelijkertijd zijn avontuur met Friederike levendig en bondig vertellen.
Friederike was het prototype van de personages Maria, de zus van de held van Goetz von Berlichingen (1773), en van Marie Beaumarchais in de tragedie Clavigo (1774). Het personage Margarete in Faust heeft zelfs nog duidelijker de eigenschappen van Friederike gekregen.

## In kunst
In 1928 schreef Franz Lehár een operette Friederike op basis van de liefdesaffaire. In 1932 werd dit omgezet in een film, Frederica.